# Коло српских сестара
Коло српских сестара је српско женско национално-феминистичко, културно-просветно, патриотско и хуманитарно друштво основано 1903. године у Београду. Међу оснивачима друштва истичу се Мејбел Грујић супруга Славка Ј. Грујића, Бланш Веснић супруга Миленка Веснића, a након Мајског преврата у Србији (1903) друштво воде Надежда Петровић, Делфа Иванић, Драга Љочић, Анђелија Станчић, Бранислав Нушић и Иван Иванић.
Обласне организације Кола српских сестара осниване су у многим подручјима где живе Срби. Након обнове рада Кола 1990. године обласне организације Кола делују у оквиру епархија Српске православне цркве.

## Историја

### Оснивање
Свест о неопходности организације акције на територији Старе Србије и Македоније кулминирала је након слома Илинденског устанка. Српска национална борба у тим крајевима до тада се сводила само на пропаганду преко школа и конзула (Приштина, Скопље, Битољ, Солун), а њихов рад је делимично блокиран, након Мајског преврата у Србији (1903). Политичка и интелектуална елита су, увиђајући немоћ државе, решиле да се самоорганизују и формирају различита грађанска удружења са циљем подизања свести о националној припадности код српског становништва.
На идеју о оснивању женског удружења са циљем јачања националне свести везане за ослобођење „поробљене браће“, како оне на југу, под турском влашћу, тако и оне на северу и западу, под аустроугарском влашћу, те помоћ угроженима, без обзира на национално и верско опредељење, дошла је Надежда Петровић, која је средином 1903. водила разговоре са Делфом Иванић, женом тадашњег српског конзула у Скопљу. Своју идеју је изложила Надежда је у кући свог оца Мите Петровића, где је окупила виђеније грађане, махом супруге јавних радника.
Оснивачка скупштина удружења је одржана на Велику госпојину, 15/28. августа 1903, у сали ресторана Коларац, на Позоришном тргу, пред око три хиљаде жена. У то време на оснивање женских удружења није се гледало благонаклоно, због неоправдане неповерљивости на рад жена уопште. Из тог разлога, да би се што брже афирмисало у јавности, имајући у виду њен друштвени утицај, за прву председницу Кола је изабрана Савка Суботић, која је важила за умну жену, великог заговорника националне слободе војвођанских Срба у Аустроугарској, са великим искуством на пољу афирмације српског националног идентитета и хуманитарног рада. За потпредседницу је изабрана Делфа Иванић, а за секретарицу Надежда Петровић. Име удружења дао је Бранислав Нушић, а прва Правила Кола српских сестара написали су Бранислав Нушић и Иван Иванић 1907. Иван Иванић је предлагао, да се друштво назове или „Друштво српских сестара“
или „Коло Српкиња“, а Нушић је од та два имена саставио „Коло српских сестара“. Постојало је 167 одбора овог друштва.
Прва акција је био добротворни концерт у Народном позоришту, са циљем прикупљања помоћи за пострадале у Македонији. За ту прилику Надежда је сама саставила програм, декор је урадио вајар Ђорђе Јовановић. Један од дародаваца је био и краљ Петар I, који је по свом ађутанту послао прилог од 1.000 динара у злату.
У зиму 1903. Надежда Петровић и Милица Добри (потпредседница Кола) на планини Козјак су разделиле помоћ збеговима.
Након оснивања удружења, започело је и формирање одбора Кола широм Краљевине Србије, који су прикупљали новац и слали га Главном одбору у Београду, да га распоређује према потребама.
Крајем 1906, Савка Суботић се повукла из здравствених разлога, а на место нове председнице Кола дошла је Љубица Луковић. Исте године, на идеју потпредседнице Станиславе Сондермајер, Коло је 1906. покренуло сопствено гласило, календар за четири вероисповести: православну, католичку, јеврејску и муслиманску: Календар је изгледао као врста народне читанке, симболичног назива „Вардар”, исказујући жељу о уједињењу. Први број календара су уредили Иван Иванић и Милојко Веселиновић и штампан је у 10.000, а затим доштампан у још 5.000 примерака. Уочи балканских ратова тираж „Вардара” је био 40.000 примерака. У „Вардару” су сарађивале значајне личности из науке, културе и уметности, док су у посебном делу објављивани извештаји о раду главног и месних одбора Кола. Последњи број „Вардара” је изашао 1940. за 1941. годину.
Од 1906. Коло је организовало прве курсеве за добровољне болничарке. Тромесечни курсеви су се одржавали на Хируршком одељењу у Војној болници у Београду, а држали су их Војислав Суботић, син Савке Суботић и Роман Сондермајер, муж потпредседнице Станиславе Сондермајер. Први курс је завршило тридесет полазница. Сваке године се организовао овакав тромесечни курс за нове полазнице, док су већ обучене болничарке долазиле петнаестодневни рад у болници и ново усавршавање, тако да је до почетка Балканских ратова било преко 200 обучених болничарки, а септембра 2012. организовани су и ванредни курсеви од десет дана, које је успешно завршило још 200 болничарки. Курсеве су организовала и друга женска друштва, тако да је пред било око 1500 обучених болничарки, које су стављене на расположење војном санитету. Коло није имало своје просторије, тек 1912. је добило собу у Дому Друштва „Свети Сава”, где се чувао „Вардар”, а састанци су се одржавали у основној школи код Саборне цркве. Управа Кола приредила је неколико врло успелих српских вечери на Коларчевом универзитету, и то: Српско вече Ђуре Јакшића, Војислава Илића, Његоша, Алексе Шантића, Светозара Ћоровића и песника Срба Муслимана.

### Балкански ратови
У Првом балканском рату, Коло је организовало и одржавало IV резервну болницу са 140 кревета, која се налазила у два павиљона Основне школе „Цар Урош“ на Врачару. Пошто Коло заправо није имало довољно средстава за оснивање болнице. Делфа Иванић и Љубица Луковић су се за помоћ обратиле Црвеном крсту и војном санитету, као и угледним књижевницима, научницима и дипломатама широм Европе. Из иностранства су им највећу подршку пружиле Бланш Веснић, жена Миленка Веснића, српског посланика у Паризу, као и Мабел Грујић. Убрзо је помоћ почела да стиже са свих страна.
Први рањеници су стигли из Куманова 26. октобра 1912. године. У њој је збринуто 964 рањеника од којих је 81 био официр. Поред чланица Кола, о болници су се бринуле и супруге дипломата и страних представника. Болница је функционисала од новчаних прилога и друге помоћи, којом су чланице Кола могле да помогну у још 47 болница на фронту. Комплетна болница, са операционом салом, инструментима и материјалом је након рата, септембра 1913. поклоњена граду Приштини.
Делфа Иванић је пратећи свог супруга, осим болнице у Београду, успела да организује још две болние у Драчу и Љешу.
На предлог начелника санитета Лазара Генчића, у време Балканских ратова оснивани су прихватни центри, такозване чајџинице. У Београду, Нишу, Сталаћу, Параћину, Лапову, Младеновцу, рањеницима су кувале и служиле чај, топло млеко, супа за окрепљење. Осим ових акција, чланице Кола су организовале и шивење кошуља и рубља за рањенике. Управна чланица „Кола српских сестара“ је била књижевница Јелена Димитријевић.

### Први светски рат
Почетком Првог светског рата, спаљена је комплетна архива, како чланице не би дошле у опасност. Канцеларија Кола се заједно са Владом 1914. повукла у Ниш. Чланице Кола су током рата, у отежаним условима, помагале колико су могле: израђивале рубље за војску, организовале деобу хране, помагале у сузбијању зараза и радиле као добровољне болничарке у болницама широм Србије. Неке од чланица су страдале током рата због свог родољубља, међу најбруталније примере спадају, чланица Врањског одбора, коју су Бугари на пијаци сасекли на комаде, председница и још једна чланица Смедеревског одбора, које су умрле у мађарском логору, од последица мучења. У епидемији пегавог тифуса 1915. негујући рањенике, као добровољне болничарке, су умрле Љубица Луковић у Нишкој и Надежда Петровић у Ваљевској болници.
Након окупације земље 1915. рад свих удружења, па и Кола српских сестара је забрањен, а одбори си распуштени. Међутим, чланице су наставиле са радом, па су успеле да организују исхрану и смештај за децу и старе, а тајно су дотурале помоћ у заробљенике логоре и затворе у Београду и Митровици. Многе чланице Кола су прошле кроз Албанску голготу, а међу њима и њене истакнуте чланице: Милка Грујић, Мејбел Грујић, Делфа Иванић.
Чланице женских друштава које су напустиле земљу и нашле се у избеглиштву, такође су наставиле са радом. Прикупљале су помоћ на разне начине, оснивале нова друштва, попут Комитета српских жена у Паризу и Ници, који су организовале Станка Лозанић и Делфа Иванић. Чланице Комитета су радиле и као болничарке у две болнице у Ници, као и у болници код Тулона. Једна од најзначајнијих акција била је усмерена ка налажењу финансијске помоћи и слању пакета заробљеним војницима који су се налазили у логорима у Немачкој и Аустроугарској. Ове акције су организовале Драга Љочић У Лозани, Мејбл Грујић у Берну, Мирка Грујић и Мица Ћурчић у Хагу. Осим тога, радиле су на прихватању избеглица, неговању оболелих и окупљању ђака.

### Међуратни период
Након рата 1918. чланице су се поново окупиле у Београду и за нову председницу је изабрана Мирка Грујић. Друштво је наставило са радом, бринуло се о деци без родитеља, инвалидима, старицама које су остале без мужева и деце, борило се против велике беде, која је настала као последица рата. По правилима Кола српских сестра, формирани су и Коло барањских сестара, а на молбу из Словеније и Коло југословенских сестара, чији су извештаји о раду штампани у „Вардару” на словеначком језику.
Почетком 1919. формиран је Дом инвалида у Делиградској улици, где су чланице друштва својим средствима реновирале једну разрушену зграду, у коме су бескућници добијали смештај, храну, одећу и лекове. Дом је након годину дана претворен у Занатско инвалидску школу, у којој су се инвалиди, учећи разне занате, оспособљавали за самосталан живот и кроз њу је до 1921. прошло око 4000 инвалида.
Године 1920. је основана секција за вез и ношње. Коло је временом сакупило вредну колекцију народних ношњи из свих крајева Краљевине Југославије, са којом је учествовало на међународним изложбама, а у Дому се налазила стална изложба везова, ношњи, ћилима и чипки, која је почетком Другог светског рата већим делом уништена, док је преостали део 1947. предат Етнографском музеју.
Године 1922. у Београду је основан интернат, у који су примане сиромашне девојчице, без обзира на етничку или верску припадност. Зграда Интерната се налазила у Франкопанској улици (раније, а и данас Ресавској) број 11, у оквиру Дома Кола српских сестара, где су биле смештене просторије Друштва. Питомице интерната су слате у разне женске школе и имале су могућност да прослављају све верске празнике. По одласку из Интерната Коло је одржавало везу с њима и настављало да им помаже, кад год им је то било потребно.
Зграда друштва је била у кући ђенерала Атанацковића у Франкопановој улици бр. 11 (онда Ресавској). Ту кућу су купили и одмах исплатили, а помогла им је Мабел Грујић. Пошто је та кућа била трошна градили су нову зграду. Ђорђе Вајферт им је помогао, код кога је Станка Лозанић отишла и изложила њихову тешку ситуацију. Вајферт им је од свога кредита дао из Народне банке пола милиона динара зајма са интересом
7% и благодарећи томе, завршена је предња зграда, а после њу издали за Генералну дирекцију државних жељезница и с тим новцем завршавале две зграде позади. Обе ове зграде завршене су биле до октобра 1923. и тада је на свечан начин прослављена 20. годишњица „Кола српских сестара“ и
обављено је освећење тог дома. Томе свечаном чину присуствовали су: краљ Александар, патријарх и митрополит Димитрије и много света из целе краљевине. Иницијативом Кола основано је и у Словенији 37 одбора „Кола југословенских сестара“, које су радиле врло много
за људе који су остали поробљени од стране Италије. Делфа Иванић наводи податак да се госпођа Лозанић обратила и Луки Ћеловићу, за помоћ око изградње зграде Кола српских сестара, али он се само уписао за великог добротвора са 10.000 динара
и није пристао да дâ никакав зајам из Београдске задруге. Године 1926. је основан Мали универзитет. Предавања младима су у великој сали Дома Кола одржавали истакнути професори, међу њима Јован Цвијић, Исидора Секулић, Владимир Ђорђевић, Стеван Јаковљевић, Хасан Ребац и други.
Коло се залагало за изједначавање грађанских права жена и мушкараца, посебно за право жена на школовање, запошљавање, наслеђивање и управу личном имовином, право гласа жена. Помагало је зидање и обнову многих цркава и манастира. Активно је учествовало у Народном женском савезу Краљевине успостављајући везе са другим сличним пацифистичким организацијама у Европи, све до оснивања Мале женске Антанте, чији је главни циљ био борба за мир.
Након Првог светског рата, Коло је успоставило сарадњу са сличним друштвима у другим словенским државама: Пољској, Чехословачкој, Бугарској, представљало је Краљевину Југославију на међународним конгресима и указивало солидарност са њима. Коло је обезбедило, поред осталих доброчинстава, више година бесплатно по 10–14 ручкова дневно истарским избеглицама, на смену, док се не запосле једни, а онда другима.

### Други светски рат
Рад је био врло отежан, јер чим су Немци у земљу дошли у мају 1941. изашао је у новинама указ којим се забрањује сваки рад женским друштвима по цену смртне казне, а у олакшавајућим случајевима, 10 година робије.
Немачка команда у Београду је 1942, наредила председници Кола, Делфи Иванић, да преда имовину Кола председнику Београдске општине и тражила да им лично поднесе извештај о раду. Уочи тог догађаја, спаљена је архива Кола, због страха од одмазде. У немачкој команди, председници Кола поднет је упитник од 22 питања, тражећи јој да, између осталог, пристане на рад удружења под новим условима. Због датих одговора, Делфа Иванић је ухапшена, претресен јој је стан, а Колу је забрањен рад и одузете су му покретне и непокретне имовине. Председница је након одређеног времена пуштена.
И поред забране, током Другог светског рата, чланице Кола радиле су „илегално“, у оквиру Секције Црвеног крста. Радиле су на заштити деце и младих, помагале избеглицама из усташке НДХ. У Бајиној Башти, где се налазило једно од највећих прихватилишта за избеглице, бринуле су посебно о деци. Слале су помоћ заробљеницима југословенске војске у немачким логорима, у Војној болници обилазиле болесне заробљенике пуштене из немачких логора. У сарадњи са Томом Максимовићем, комесаром за избеглице у Србији, шиле су одећу и рубље, плеле чарапе, сакупљале храну и лекове.

### Послератни период
Нове комунистичке власти ФНР Југославије су 1946. забраниле рад удружења због великосрпског и буржоаског карактера и одузеле му сву покретну и непокретну имовину. 
Зграда друштва, Дом Кола српских сестара у Ресавској улици, је додељен новооснованом АКУД-у Лола.
Председница Делфа Иванић је најпре ухапшена, али је захваљујући Јаши Продановићу, једном од оснивача Кола, потом пребачена у болницу.
Рад Кола српских сестара је забрањен првенствено због тога што је Коло у току рата сарађивало са Дражом Михајловићем и Равногорским покретом. Док је прикривену сарадњу остваривало са колаборационистичком Владом Милана Недића.
Године 1990. група жена у Београду обновила је рад Кола под принципима старе организације Кола српских сестара. Данас Коло има преко 20 одбора широм Србије, а активно је и у дијаспори.
Многе чланице Кола српских сестара се доводе у везу са Српском напредном странком и утицајем те политичке странке на деловање Кола српских сестара.

## Председнице Kола српских сестара
|    | Председницa                                                                    | Почетак / крај функције |
| -- | ------------------------------------------------------------------------------ | ----------------------- |
| 1. | Савка Суботић                                                                  | 1903 — 1905.            |
| 2. | Љубица Луковић                                                                 | 1905 — 1915.            |
| 3. | Мирка Грујић, ћерка Јеврема Грујића                                            | 1918 — 1940.            |
| 4. | Делфа Иванић                                                                   | 1940 — 1946.            |
| 5. | Љиљана Милојевић Шуловић по занимању лекар, супруга академика Војина Шуловића. | 1993 — 2004.            |
| 6. | Мила Викторовић                                                                | 2004 —                  |

## Признања
- Орден Белог орла V степена, на предлог Министра војног, на 25-годишњице рада (1928)[27]
- Орден Светог Саве (1931). Исто одликовање су добиле и Мирка Грујић, Делфа Иванић, Полексија Фотић и неколико председница одбора Кола[27]
- Медаља Флоренс Најтингејл, за велику пожртвованост као добровољне болничарке, од Међународног црвеног крста, добиле су Делфа Иванић (1925), и Љубици Луковић постхумно (1925)[27]

## Галерија
- Фотографије објављене у календару Вардар у периоду од 1911. до 1913. године.
- Повеља Кола српских сестара, Музеј Срема
- Нишки одбор Кола српских сестара.
- Продаја ђурђевка у корист Кола српских сестара.
- Операциона сала у болници Кола српских сестара.
- У болници Кола српских сестара.
- Пред болницом у Љешу 1912. године
- Болничарке добровољке за време Првог балканског рата
- Болничарке шију за рањенике
- Болница у време Првог балканског рата
- Болничарке надгледају рањенике
- Инвалиди дома Кола српских сестара